# Arsall
Unter Arsall wird eine Reihe von Designstücken aus Glas im Jugendstil (frz. Art Nouveau) verstanden, die von den Vereinigten Lausitzer Glaswerken Weißwasser durch besondere Glasbearbeitungstechniken produziert und unter eigenem Markenzeichen vertrieben wurden.
Das Wort Arsall ist dabei ein Kunstwort, zusammengesetzt aus Ars (lat. Kunst) und allemand (franz. deutsch).

Historisches Logo der Gläser von Arsall

## Geschichte
Zu Beginn des Jahres 1918 hatten die Vereinigten Lausitzer Glaswerke (VLG) den Schutz für die Signatur Arsall als eingetragenes Warenzeichen beantragt. Der Eintrag erfolgte am 10. Mai 1918, wurde nach 10 Jahren, am 15. März 1928 erneuert und nach Ablauf der Schutzfrist am 9. August 1938 gelöscht. Nach dem Vorbild von Émile Gallé, einem französischen Künstler und der von ihm 1901 gegründeten École de Nancy, wurde in dem damaligen Dorf Weißwasser, welches sich zum größten glasproduzierenden Standort der Welt entwickelte, noch im Jahre 1918 damit begonnen, Designglas unter der Marke „Arsall“ herzustellen. Dazu wurden in Handarbeit farbige Überfanggläser mit überwiegend floralem Dekor im Stil des französisch-lothringischen Art Nouveau hergestellt. Bis auf wenige Ausnahmen ist bei allen Lausitzer Gläsern am Boden eine Modellnummer hinein- oder herausgeätzt oder seltener mit einem Kopierstift geschrieben. In der Mehrzahl sind sie zudem mit einer reliefartigen, aus dem Überfang herausgeätzten Signatur "ARSALL" in der unteren Wandungszone versehen. Die Produktion der Gläser endete im Jahre 1929 mit dem Einsetzen der Weltwirtschaftskrise und ihren verheerenden Folgen. Im Zweiten Weltkrieg wurde das Archiv der Vereinigten Lausitzer Glaswerke zerstört, womit bedeutende historische Unterlagen zur Glasherstellung verlorengingen. Heute zeigt das Glasmuseum Weißwasser in seiner Dauerausstellung eine Auswahl an Arsall-Gläsern und Lampen.

## Historische Produktion
Die Glaskörper bestanden aus farblosem, hellgrünem oder rosafarbenem Grundglas, auf das in zwei- oder dreifachem Überfang verschiedenfarbige Schichten aus Glas aufgebracht wurden. Dabei dominierten für den Außenüberfang die Farbvarianten violett, rotbraun und grün. Es wurden auch Gläser mit rosafarbenen oder gelben Innenüberfängen und Gläser mit nur einem Überfang als einfachere Variante hergestellt.
Die Fertigung der Gläser stand von Beginn an unter der künstlerischen Leitung von Nicolas Rigot, der gemeinsam mit den Brüdern Vette 1918 in den Verreries & Cristalleries de Saint-Louis in Münzthal (bei Lemberg in Elsaß-Lothringen) die Kenntnisse zur Herstellung farbiger Überfanggläser mit geätztem Dekor erwarb und sich 1918 zusammen mit seiner Frau (geb. Vette) und ihren drei Brüdern in Weißwasser niederließ. Nach seinem Tode wurde Wilhelm Krause die Verantwortung für den künstlerischen Teil übertragen. Neben diesen beiden arbeiteten Richard Thiele und Karl Krause an der Entwicklung der Dekore. Ludwig Vette wurde Hüttenmeister, seine Brüder Johann Baptiste Vette und Eugen Vette und der aus Polen eingewanderte Anton Woszikowski waren Glasmachermeister. Die Glasmacher Paul Bittner, Ernst Büttner, Ewald Büttner, Max Schuster und Franz Strobel u. a. waren mit der Grundglas-Fabrikation beschäftigt.
Paul Muche, der als Experte für das Ätzen von Glas galt, oblag die Herausarbeitung der Dekore. Durch das Ätzen wurde die Oberfläche des äußersten Überfanges mattiert oder gänzlich abgetragen, so dass die Sichtbarkeit tieferliegender Ebenen und damit die Kontraste der differierenden Farben zum Tragen kommen. Entsprechend der Anzahl der Glasüberfänge können zwei bis drei Sichtebenen in den Motiven dargestellt werden.
Für das Herausarbeiten der entworfenen Dekore durch Ätzen wurde ein säurefester Lack manuell mit Pinsel auf die Überfanggläser aufgetragen, die dann in einem Ätzbad ca. 1 bis 2 Stunden getaucht wurden. Durch die Kombination von Fluss- und Schwefelsäure wurden die unbemalten Flächen teilweise abgeätzt. Nach Entfernung des Lackes in einem heißen Wasserbad traten die Motive in der gewünschten Stärke hervor. 

## Motive
In den Dekoren spiegeln sich hauptsächlich florale Inhalte wider. Vor dem Hintergrund von Hügeln bzw. Bergketten und Flusslandschaften bilden Blüten, Bäume und Buschwerk vordringende Elemente, die dem zeitgenössischen Jugendstil entsprachen. Es gibt aber auch Hinweise darauf, dass die Motivwünsche zahlungskräftiger Kunden berücksichtigt wurden.

## Trivia
- Zuweilen wurden Glasgefäße mit einer Höhe von bis zu 90 cm gefertigt. Mehrere davon sollen sich auch im Besitz der Adelsfamilie Arnim befunden haben und infolge der Kriegshandlungen im ausgebrannten Schloss Muskau vernichtet worden sein.[5]
- Ebenfalls eine größere Anzahl solch große Vasen mit Jagdmotiven wurden auf Bestellung des ägyptischen König Fuad gefertigt. Ihm wurde anlässlich seiner Deutschlandreise auf dem Bahnhof von Weißwasser eine Arsall-Tischlampe mit der Abbildung ägyptischer Landschaften als Ehrengeschenk überreicht.

## Moderne Arsall-Glaskunst
Durch den Glasingenieur Gotthard Petrick wurde die Tradition der Arsall-Gläser wiederbelebt. Er fertigte nach historischen Motiven und Vorlagen der Designerinnen Monika Janietz-Herrman und Sabine Gutjahr Vasen, Schalen, Becher u. a. Designglas. Seine Stücke wurden wiederholt ausgestellt und weltweit unter der eingetragenen Marke vertrieben. Dazu wird mit moderner Technologie speziell geschmolzenes, vierfaches Überfangglas individuell bearbeitet.
Seit 2016 fertigt der Krauschwitzer Glaskünstler Michael Penn ebenfalls Gläser in Arsall-Manier und ist der Rechteinhaber der eingetragenen Marke Arsall.